# 布里马瓦雷安康圣母堂
布里马瓦雷安康圣母堂（Chiesa di Santa Maria della Salute a Primavalle）是一个罗马天主教 领衔堂区，位于意大利罗马27区（布里马瓦雷区） 的square Alfonso Capecelatro.

## 历史
该堂建于20世纪，建筑师Giorgio Guidi，1960年3月18日由Luigi Traglia枢机祝圣。1981年11月15日若望保禄二世 访问该堂。
堂区由Francesco Marchetti Selvaggiani枢机创立于1950年9月30日，交给方济会管理。

## 历任枢机
- George Bernard Flahiff ，1969年4月30日 – 1989年8月22日
- Antonio Quarracino ，1991年6月28日 – 1998年2月28日
- Jean Honore ，2001年2月21日 –  2013年2月28日
- 凯文·爱德华·菲利克斯，2014年2月22日 –